# تيد هسو
تيد هسو هو لاعب شطرنج وفيزيائي وسياسي كندي، ولد في 4 مارس 1964 في برتلسفيل في الولايات المتحدة. حزبياً، نشط في الحزب الليبرالي الكندي. وقد انتخب عضو مجلس العموم الكندي.